# 神奈川県立横浜翠嵐高等学校
神奈川県立横浜翠嵐高等学校（かながわけんりつ よこはますいらんこうとうがっこう）は、神奈川県横浜市神奈川区三ツ沢南町に所在する公立高等学校。

## 概要
1914年（大正3年）、県立中学校としては5番目の神奈川県立第二横浜中学校として開校。当時の校名は、横浜市内に設置された2番目の旧制中学校であったことによる。
校舎は横浜駅から北西へ約1.2km、徒歩約20分の住宅街にある。横浜港を見下ろす丘の上に所在し、校地を含む周辺には三ツ沢貝塚がある。また近くには、Jリーグクラブ横浜FCがホームスタジアムとする三ツ沢公園球技場がある。
「大平凡主義」を校訓・校是としている。これは初代校長・瀧澤又市の教えた一節「偉大な平凡主義」からきており、「名誉や地位などばかり利己的に求めずに市井の偉人となって世の中のために尽くそう」という考え方である。
1948年（昭和23年）に新制高校となって神奈川県立横浜第二高等学校へ改称し、1950年（昭和25年）に男子校から男女共学化して現校名へ改称した。校名の「翠嵐」は、旧制中学時代に制定された校歌の冒頭歌詞「美なりや翠嵐」から採られた。「翠嵐」は、山は緑で吹く風は香しく麗しいという意味の漢語的表現で、樹木が青々と茂っている様子をいう。
かつては横浜北部（後に東部）学区（神奈川区、鶴見区、港北区および緑区の一部からなる学区）に属していた。2005年（平成17年）度、学区制撤廃と同時に新たに導入された独自入試（独自問題）の方式を採用した。2007年（平成19年）には学力向上進学重点校に指定され、入試では「特色検査」の実施が開始された。2010年（平成22年）度には学力向上進学重点教育推進校に指定。さらに2013年（平成25年）度には学力向上進学重点教育実践校およびそのアドバンス校への指定を受けて、生徒の学力の向上と生徒の第一希望の進学実現にむけた取組が進められている。

### 大平凡主義
校訓・校是は大平凡主義である。大平凡主義は、初代校長・瀧澤又市が、当時の修身の授業で「人をかき分けて生きてゆくようなことをしてはならない。偉大な平凡主義で世の中を渡っていきなさい。」と教えたことに始まり、後に「偉大な平凡主義」から「大平凡主義」と言われるようになった。その意味するところを、
1. 中道を重んじ極端突出した行動をしない
2. 当たり前のことを当たり前にできることを目指す

などと表現したが、名誉や地位などばかり利己的に求めずに市井の偉人となって世の中のために尽くしましょうという考え方である。

### 初代校長・瀧澤又市
瀧澤は「人間はあるがままに伸びよ」という教育理念に基づいて、「平凡主義」を説いた。本校以前に瀧澤が校長を務めた福井県立大野中学校（現：福井県立大野高等学校）の思い出を語る中で、次のように述べている。

### 活動の奨励
創立当初、初代校長・瀧澤又市の方針により野球が禁じられ、テニスやフットボール（ア式フットボール、サッカー）が正科に採り入れられた。現在は野球部もある。

## 沿革
（沿革節の主要な出典は公式サイト）
- 1912年（大正元年）12月17日 - 神奈川県議会で第五中学校建築費が提案される[注 8]。
- 1913年3月17日 - 神奈川県立第二横浜中学校が設立認可される（大正2年文部省告示第56号[6]）。
- 1914年（大正3年）5月11日 - 神奈川県立第二横浜中学として開校（旧制県立中学としては5番目の開校）。この日を創立記念日とする。初代校長は福井県立武生中学校（現：福井県立武生高等学校）校長の瀧澤又市[7][8]。
- 1916年5月7日 - 校舎建築落成式を挙行。
- 1918年 - 第1回関東中等学校蹴球大会（サッカー）に出場。
- 1919年
  - 3月12日 - 第1回卒業式を挙行。
  - 7月 - 同窓会組織が発足。校歌の歌詞に因んで翠嵐会と命名される（会長は校長の瀧澤又市）。
- 1923年
  - 4月1日 - 神奈川県立横浜第二中学校と改称（県令第44号）。
  - 9月1日 - 関東大震災のため校舎が大破する。卒業生6名、在校生13名が死亡する（同年11月17日、追悼会を行う）。
- 1925年5月11日 - 開校10周年記念祭を挙行。
- 1926年9月21日 - 開校10周年記念事業の図書館・プール落成式を挙行。
- 1929年（昭和4年） - 第2回全日本男子中等学校軟球選手権大会（ソフトテニス）、5年生の内藤正秋・近藤武千組がダブルスで優勝。
- 1930年9月21日 - 開校10周年記念として、図書館とプールが落成。
- 1934年5月11日 - 開校20周年記念祭を挙行。
- 1939年 - 第10回全国中等学校剣道優勝大会神奈川県予選大会で優勝。大阪中之島で開催された本選に出場した。
- 1944年11月30日 - 学徒勤労動員で陸軍田奈部隊へ通勤中に、トラック転覆事故が発生。4年生6人が死亡[注 9]。
- 1945年
  - 5月29日 - 横浜大空襲により校舎の一部が被災。
  - 8月16日 - 終戦と同時に、生徒昇降口、グラウンド、プール、講堂がGHQに接収される。
- 1948年4月1日 - 神奈川県立横浜第二高等学校と改称。卒業生の吉原貞七（中学4回）が第5代校長に着任。
- 1949年
  - 10月31日 - 第4回国民体育大会秋季大会（三ツ沢バレーコート）で男子バレーボール部が全国準優勝[9]。
  - 12月6日 - 第4棟から出火し、本館・雨天運動場を除き全焼。県立横浜第一女子高校（現：神奈川県立横浜平沼高等学校）の校舎を一部借用して分校を設置。
- 1950年（昭和25年）4月1日 - 神奈川県立横浜翠嵐高等学校と改称。男女共学となる。小学区制（1学区に1校）が施行される。
- 1951年 - 2学期制を導入。
- 1954年
  - 5月11日 - 開校40周年記念式を挙行。
  - 7月8日 - 神奈川県立横浜平沼高等学校との間で、「翠嵐平沼対抗戦」（通称「翠平戦」）が始まる[10]。
- 1955年
  - 第10回国民体育大会（神奈川大会）にサッカー部・山岳部が出場。
  - 12月27日 - GHQによる接収が解除される。
- 1956年3月29日 - 体育館兼講堂が落成。
- 1957年 - 第12回国民体育大会（静岡大会）で泉田が跳馬で優勝。
- 1958年10月1日 - グラウンドの整地が完了。
- 1959年10月11日 - 体育祭で1年生男子によるダンスの新種目が行われる（同種目は好評であったため次年度以降も行われ、後に「可愛子ちゃん」と命名）[11]。
- 1961年
  - 第43回全国高等学校野球選手権大会神奈川大会で、野球部が準々決勝に進出（ベスト8）。県高野連による第1回応援賞を受賞（5校のうちの1校）。
  - 12月18日 - 第1棟コンクリート造3階建て校舎が落成。
- 1963年 - 横浜市内に中学区制が施行される。横浜北部学区に属する。同学区には、本校のほか、鶴見、川和、市立東の各校が属する。
- 1964年（昭和39年）
  - 4月1日 - 定時制普通科を設置。
  - 5月11日 - 開校50周年記念式を挙行。
- 1967年10月31日 - 第2棟（HR教室）コンクリート造4階建て校舎が落成。
- 1968年
  - 3月30日 - 柔剣道場が落成。
  - 12月3日 - 第3棟（特別教室）コンクリート造3階建て校舎、給食室が落成。
- 1969年 - 翌1970年にかけて、翠嵐闘争（高校紛争）が起き、授業が数日停止され、テストは延期、卒業式は中止された。制帽が自由化される。
- 1970年 - 全国将棋大会で、囲碁将棋同好会が2位入賞。
- 1972年3月28日 - 部室（クラブハウス）が完成。
- 1980年 - 最後の「翠平戦」。途中二度の中断をはさむ25戦で、翠嵐の13勝12敗だった。
- 1981年 - 新たな中学区制を実施する。本校は横浜東部学区に属する。
- 1984年6月5日 - 開校70周年記念式を挙行。
- 1989年（平成元年）10月31日 - アメリカ合衆国メリーランド州のエレノア・ルーズベルト高校（英語版）と姉妹校協定書調印。
- 1992年 - 第74回全国高等学校野球選手権大会神奈川大会で、野球部が準々決勝に進出（ベスト8）。
- 1993年3月26日 - プールが落成。
- 1994年10月29日 - 開校80周年記念式を挙行。彫刻家・田邊光彰（高9回）によるモニュメント「MOMI（野生稲の発芽-2）」が正門横に設置され、除幕式が行われる。
- 2002年 - 第57回国民体育大会（よさこい高知国体）で、竹内敦史（高55回）が三段跳で優勝。
- 2004年11月26日 - 開校90周年記念式を挙行。
- 2005年 - 学区制を廃止。
- 2007年 - 県教育委員会が「学力向上進学重点校」10校のうちの1校に指定する。
- 2008年 - 卒業生の鈴木浩之（高22回）が第23代校長に着任。
- 2009年 - 全国高等学校クイズ選手権（高校生クイズ）2009において、神奈川代表として全国大会に初出場。
- 2010年 - 県教育委員会が、県立高校教育力向上推進事業（教育推進校）の「学力向上進学重点」18校のうちの1校に指定する[12]。
- 2011年 - 全国高等学校クイズ選手権2011において、クイズ研究会（後のクイズ研究部）が神奈川代表として全国大会に出場。
- 2013年 - 学力向上進学重点校（アドバンス校）に指定（本校と神奈川県立湘南高等学校）[13]。
- 2014年
  - 全日制開校100周年・定時制50周年を迎える。
  - 8月30日 - 文芸同好会が第9回短歌甲子園団体戦の部に初出場し、全国優勝を果たす[14]。
  - 11月4日 - 開校100周年記念式を挙行。記念誌「美なりや翠嵐」発行[15]。
- 2018年11月10日 - サッカー部創部100周年記念式典。サッカー部記念誌「美なりや翠嵐」発行
- 2024年 - 「翠平戦」が復活[16]。

## 教育目標
初代校長・瀧澤又市が説いた「大平凡主義」をバックボーンに、以下10項目の教育目標が設定されている。
1. 人格を重んじ個性の伸長をはかる。
2. 円満な人格を育成し協調の精神を養う。
3. 日本国民としての自覚を喚起し進んで国際親善の精神を養う。
4. 公共の福祉と人類の幸福とに貢献する素地を作り上げる。
5. 真理と正義とを愛し民主的文化国家建設の基盤を築く。
6. 学問芸術に対する情熱を喚起しその充実をはかる。
7. 意志強固で実行力に富む人物をつくる。
8. 健康に留意し心身の調和的発達をはかる。
9. 勤労と責任とを重んじ自主・自律の習慣を身につける。
10. 明朗闊達で気品のある風格と豊かな情操とを養う。

## 象徴

### 校歌
本校教諭の山本茂が作詞、本校教諭でヴァイオリニストの高城重之作曲、高木東六・佐々木英治・石渡日出夫が編曲した。冒頭の「美なりや翠嵐／煙波の港」から、1919年（大正8年）創設の同窓会組織は「翠嵐会」と命名され、1950年（昭和25年）には校名も「横浜翠嵐」となった。かつては2番まであったが、現在は1番のみ歌われる。また1番末尾の歌詞も、かつては「そこに尚武の旗風しるく／そこに勤倹の実をこそ結べ」であったが、現在は「そこに平和の旗風しるく／そこに文化の実をこそ結べ」に変更されている。

### 校章
桜の花に朝日が射した「桜花旭光」の意匠。初代校長の瀧澤又市が、以前に教諭として勤めた東京府立第三中学校（現：東京都立両国高等学校・附属中学校）の校風を好んだため、同じ図案の校章を採用した。

## アクセス
路線バス
- 横浜駅西口より横浜市営バス34番系統で、「翠嵐高校前」下車

徒歩
| 路線                       | 最寄り駅     | 所要時間 |
| -------------------------- | ------------ | -------- |
| 京浜東北線                 | 横浜駅       | 20分     |
| 横浜市営地下鉄ブルーライン | 三ツ沢下町駅 | 12分     |
| 東急東横線                 | 反町駅       | 18分     |

### 通学圏
| 所在地   | 割合 (%) | 在籍者数 |
| -------- | -------- | -------- |
| 横浜市   | 64.5     | 1309     |
| 川崎市   | 18.4     | 373      |
| 藤沢市   | 3.0      | 60       |
| 相模原市 | 2.6      | 52       |
| 横須賀市 | 2.5      | 51       |
| 鎌倉市   | 1.8      | 36       |
| 大和市   | 1.1      | 23       |
| 茅ケ崎市 | 1.1      | 23       |
| 海老名市 | 0.9      | 18       |
| 厚木市   | 0.8      | 16       |
| 座間市   | 0.7      | 14       |
| 逗子市   | 0.6      | 12       |
| 小田原市 | 0.5      | 11       |
| 平塚市   | 0.3      | 7        |
| 秦野市   | 0.3      | 7        |
| 綾瀬市   | 0.3      | 6        |
| 伊勢原市 | 0.1      | 3        |
| その他   | 0.4      | 9        |

## 設置学科
- 全日制課程
  - 普通科（学級数：各学年9クラス）
- 定時制課程
  - 普通科

## 授業
全日制は95分授業をベース（一部で45分授業も組み込まれる）とし、週35時間の授業を確保している。
定時制は自校方式3修制を行い、校内の授業で3年でも卒業できるシステムを取り入れている。

## 進路
2024年（令和6年）度は、東京大学に74名（現役67名）の合格者を輩出した。これは公立校の中では東京都立日比谷高等学校に次ぐ2位である。東京大学以外の国立大学では、京都大学に11名、一橋大学に10名、東京科学大学に11名のほか、東大・京大を除く旧帝国大学に計127名、地元の横浜国立大学に36名を輩出している（国公立医学部は計8名）。私立大学では、早稲田大学に233名、慶應義塾大学に177名、上智大学に60名など。

## 行事
行事が盛んであり、9月の終わりの体育祭も3年主体で行われる。
- 球技大会：前期と後期で年2回行われる。前期は各学年ごとに、後期は学年の枠を取り払って行われる。
- 翠翔祭（文化祭）：毎年6月に行われる。クラスや部活動、同好会、気の合う仲間単位でさまざまな催しが繰り広げられる。入学、進級してからすぐに企画せねばならない。
- 体育祭：例年9月に行われる、横浜翠嵐高校最大の行事。クラス・学年にかかわらず、誕生日ごとに縦割りで緑組（春生まれ）・赤組（夏生まれ）・黄色組（秋生まれ）・白組（冬生まれ）に分かれ、さまざまな競技で得点を争う。4年連続最下位ならば、色替えが強制される[要出典]。
  - 可愛子：体育祭の種目の一つ。各色の1年生が「カワイイ」「カッコイイ」「劇」の三部に別れて、それぞれ可愛いダンスを踊ったり、カッコイイ衣装でキレのあるダンスを踊ったり、アクロバティックな演技をしたりする。主に2年生が計画から振り付け、衣装製作まで全てを担当し、参加者は夏休みも活用して練習に取り組む。長年にわたり継続して、演者になれるのは男子のみであったが、2022年度より、男女ともに参加可能になった。注目度の高い種目の一つである。
- 1954年（昭和29年）から1980年（昭和55年）まで、神奈川県立横浜平沼高等学校との体育対校戦、翠平戦（すいへいせん）が行われていた。25戦13勝12敗と翠嵐の勝ち越しのまま、30年以上も開催されていないが、各部活独自に翠平戦を開催しているところもある。[要出典]2020年に復活する予定であったがコロナの影響で中止になった。2024年に 創立110周年の翠嵐と、来年創立125周年を迎える平沼の両校が、周年記念事業の一環として翠平戦が復活し、翠嵐の勝利で終わった[22]。

## 部活動
ここでは全日制に置かれている33の部活動および4の同好会に加え、有志による参加により活動している2つの委員会も記述する。一部の部活動・同好会では、非公式ながら生徒が「YS〇〇」等の独自の略称を設定しているものもある（ダンス部＝YSDC (Yokohama Suiran Dance Club) など）。

### 運動部
- ダンス部 (YSDC)
- ハンドボール部
- 野球部 (YSBC)
- サッカー部（1918年創部）
- バスケットボール部
- 陸上競技部
- テニス部 (YSTC)
- ソフトテニス部
- 剣道部 (YSKD)
- 卓球部
- 水泳部
- バレーボール部 (YSVC)
- 体操競技部
- バドミントン部
- 山岳部
- 柔道部

### 文化部
- クイズ研究部 (SQC)
- 音楽部
- 生物部
- 漫画研究部
- 科学部
- 茶道部
- 美術部 (YSAC)
- 吹奏楽部 (SWO)
- 棋道部
- 弦楽部
- ポピュラーソング部 (YSPS)
- 書道部
- 演劇部
- 文芸部
- 写真部
- IT研究部
- 数学研究部
- 天文部
- 競技かるた部

### 同好会
- フィールドワーク同好会
- 鉄道研究同好会

### 委員会
- 新聞委員会（翠嵐時報）
- 放送委員会 (SHBC)

## 交流
- アメリカ・メリーランド州のエレノア・ルーズベルト高校（英語版）と姉妹校協定を結んでおり、例年6月にはエレノア・ルーズベルト高校の生徒が翠嵐高校を訪問する。また、例年3月には、翠嵐の生徒がエレノア・ルーズベルト高校を訪問する。
- 近所にある神奈川朝鮮中高級学校との交流会が行われる。

## 著名な出身者

### あ行
- 愛河里花子（声優）
- 青木雨彦（コラムニスト）【高3回】
- 赤塚行雄（評論家）【中30回】
- 秋元征紘（日本ペプシ・コーラ副社長、ナイキジャパン代表取締役社長、LVMHグループのゲラン代表取締役社長）
- 安藤次男（立命館大学名誉教授）
- 五十嵐洋一（元プロ野球パリーグ審判部副部長）【高17回】
- 生島治郎（直木賞作家）【高3回】
- 伊東玉美（白百合女子大学教授）
- 井上三千男（俳優）
- 猪熊純子（東京都副知事、元内閣府政策参与、東京臨海ホールディングス社長）【高29回】
- 印南一路（慶應義塾大学教授）
- 海老根智仁（モブキャストホールディングス取締役）
- 江部努（NTT東日本社長）
- 遠藤雅伸（ゲームスタジオ創業者、東京工芸大学教授、日本デジタルゲーム学会会長、ゲームデザイナー）【高29回】
- 大前研一（元マッキンゼー日本支社長、元カリフォルニア大学ロサンゼルス校教授、経営コンサルタント）【高13回】
- 大森美香（脚本家）【高42回】
- 岡村仁美（TBSアナウンサー）【高53回】
- 小川晋一（フジテレビジョン取締役、テレビプロデューサー）
- 冲中重雄（元東京大学医学部教授、元虎ノ門病院院長、文化勲章受章）【中3回】

### か行
- 桂小すみ（音曲師、落語芸術協会所属）【高43回】
- 木山泰嗣（弁護士、青山学院大学法学部教授）
- 木村政昭（琉球大学名誉教授、海洋地質学者）
- 後藤正之（元農林水産省大臣官房政策評価審議官、元大阪大学大学院国際公共政策研究科教授）
- 草柳大蔵（評論家）【中24回】
- 古城佳子（政治学者、東京大学名誉教授）【高27回】[24]
- 後藤真一（駐タンザニア特命全権大使、元財務省大阪税関長）
- 後藤紀夫（元中部日本放送アナウンサー）
- 駒井健一郎（元日立製作所社長、元電気学会会長、1919年卒）
- 神代和欣（本名は神代和俊）（横浜国立大学名誉教授）

### さ行
- 崎元讓（ハーモニカ奏者、日本音楽家ユニオン代表運営委員、実演家著作隣接権センター運営委員長）【高18回】
- 桜井秀俊（真心ブラザーズメンバー）
- 佐藤俊美（大林組社長）
- 佐藤和歌子（ライター）
- 佐山陽規（ミュージカル俳優・歌手、桐朋学園芸術短期大学非常勤講師）【高21回】
- 杉浦隆（NHKアナウンサー）
- 鈴木国正（インテル日本法人社長、元ソニーモバイルコミュニケーションズ社長）
- 鈴木恒夫（元衆議院議員、第10代文部科学大臣、旭日重光章受章）【高11回】

### た行
- 斗鬼正一（江戸川大学教授）
- 高木東六（作曲家）【中6回】
- 高萩光紀（JXホールディングス社長、石油産業活性化センター理事長）
- 田中俊和（元住友不動産販売社長、元不動産流通経営協会理事長、日本バスケットボール協会副会長）
- 田辺光彰（彫刻家・母校正門のモニュメント制作者）【高9回】
- 田辺とおる（声楽家・キャラクターバリトン）【高31回】
- 田辺裕（地理学、東京大学名誉教授）【高7回】
- 手使海ユトロ（作・編曲家、シンセサイザー奏者）【高20回】
- 土門拳（写真家）【中10回】
- 鳥居正男（元ベーリンガーインゲルハイム日本法人社長、ノバルティス日本法人社長、元エスエス製薬社長）

### な行
- 那谷屋正義（参議院議員、元文部科学大臣政務官）【高28回】
- 中塚武（作曲家、DJ）【高44回】
- 新浪剛史（サントリーホールディングス社長、元ローソン会長）【高29回】
- 新浪博士（心臓血管外科医、東京女子医科大学病院副院長）
- 西尾昭彦（世界銀行副総裁）
- 西川洋一（東京大学名誉教授）[要出典]

### は行
- 白楽ロックビル（お茶の水女子大学名誉教授、作家）【高17回】
- 葉月あこ（アイドル）
- 浜田昌良（参議院議員、元外務大臣政務官、2012年12月26日から2015年10月9日まで復興副大臣）【高27回】
- 林康雄（土木学会第107代会長、元鉄建建設会長）【高23回】
- 馬場啓之助（一橋大学名誉教授、元国立社会保障・人口問題研究所所長）
- 平田毅（NHKアナウンサー）
- 広瀬秀雄（音楽家、在ブラジル・サンパウロ）【高14回】
- 深谷賢治（京都大学教授、数学者・2009年度朝日賞受賞）【高29回】
- 復本一郎（神奈川大学名誉教授、国文学者・俳人）
- 福嶋健二（東京大学教授、物理学者・2012年西宮湯川記念賞受賞）

### ま行
- 三浦隆（元衆議院議員、桐蔭横浜大学名誉教授、憲法学者）【中30回】
- 光岡史朗（作家、コピーライター）【高20回】
- 三木聡（放送作家、映画監督）【高32回】
- 水谷修（元横浜市立横浜総合高等学校教諭、「夜回り先生」）【高27回】
- 水原紫苑（歌人）
- 宮原昭夫（芥川賞作家）【高3回】
- 森田哲弥（一橋大学名誉教授、元日本会計研究学会会長）

### や行
- 山口廣秀（元日本銀行副総裁）
- 山中直明（慶應義塾大学理工学部教授）
- 山本茜（騎手）
- 山本礼二郎（投資家、インテグラル創業者・代表取締役、スカイマーク会長）
- 横澤彪（吉本興業相談役、後千葉県立千葉高等学校に編入）

### わ行
- わたりとしお・watari（ダンサー、心理カウンセラー、音楽療法士、ダンスセラピスト）【高32回】

## 旧学区
学区撤廃以前は「横浜東部学区」（1981－2004年度／以下各校）に属していた。旧学区については神奈川県高等学校の通学区域を参照。
- 神奈川県立横浜翠嵐高等学校
- 神奈川県立鶴見高等学校
- 横浜市立東高等学校
- 神奈川県立港北高等学校
- 神奈川県立新羽高等学校
- 神奈川県立寛政高等学校（2004年平安高等学校と統合、神奈川県立鶴見総合高等学校となる）
- 神奈川県立平安高等学校（1983年開校、2004年寛政高等学校と統合、神奈川県立鶴見総合高等学校となる）
- 神奈川県立岸根高等学校（1983年開校）
- 神奈川県立城郷高等学校（1987年開校）